# Републикански път III-8114
Републикански път IIІ-8114 е третокласен път, част от Републиканската пътна мрежа на България, преминаващ изцяло по територията на Пернишка област. Дължината му е 32,6 km.
Пътят се отклонява надясно при 36,1 km на Републикански път III-811 в югозападната на град Брезник и се насочва на югозапад през Брезнишката котловина. След като премине през село Бегуновци, пресича южната част на планината Любаш, минава през село Кошарево и при село Станьовци слиза в долината на река Светля (десен приток на Струма). Оттук до село Долна Секирна продължава на юг по долината на реката, след което завива на запад, минава през село Горна Секирна, преодолява най-високата част на Ерулска планина и слиза в село Горочевци където се свързва с Републикански път III-637 при неговия 18,1 km. В последния си участък между селата Горна Секирна и Горочевци, на протежение от 7,8 km пътят не е изграден и представлява полски (горски) път.
| Пътища, отклоняващи се надясно (населено място, № на пътя, посока на пътя) | km   | Пътища, отклоняващи се наляво (посока на пътя, № на пътя, населено място) |
| -------------------------------------------------------------------------- | ---- | ------------------------------------------------------------------------- |
| Община Брезник, III-811, 36,1 km, гр. Брезник →                            | 0,0  | → гр. Брезник, 36,1 km, III-811, Община Брезник                           |
| (за с. Режанци) общински път ←                                             | 2,5  |                                                                           |
| с. Бегуновци                                                               | 7,6  | → с. Бегуновци, общински път (за с.Непразненци)                           |
| с. Кошарево                                                                | 13,5 | → с. Кошарево, общински път (за с.Гигинци)                                |
| (за селата Банище и Душинци) общински път, с. Станьовци ←                  | 17,8 | с. Станьовци                                                              |
| с. Долна Секирна                                                           | 19   | с. Долна Секирна                                                          |
| с. Горна Секирна                                                           | 24,8 | с. Горна Секирна                                                          |
| Община Трън                                                                | 28,9 | Община Трън                                                               |
| (от 54 km на II-63) III-637, 18,1 km, с. Горочевци →                       | 32,6 | → с. Горочевци, 18,1 km, III-637 (до с. Драговищица)                      |